# Jane (filme)
Jane é um filme-documentário estadunidense de 2017 dirigido e escrito por Brett Morgen, que segue a história da primatóloga, etóloga e antropóloga Jane Goodall. Distribuído pela National Geographic, estreou em 10 de setembro no Festival Internacional de Cinema de Toronto.